# Moulins-en-Bessin
Moulins-en-Bessin – gmina we Francji, w regionie Normandia, w departamencie Calvados. W 2013 roku liczba ludności wynosiła 1113 mieszkańców. 
Gmina została utworzona 1 stycznia 2017 roku z połączenia czterech ówczesnych gmin: Coulombs, Cully, Martragny oraz Rucqueville. Siedzibą gminy została miejscowość Martragny.